# George Danzer
George Danzer (* 17. Juli 1983 in São Paulo, Brasilien) ist ein deutsch-brasilianischer Unternehmer und ehemaliger professioneller Pokerspieler. Er ist vierfacher Braceletgewinner der World Series of Poker, bei der er 2014 als Spieler des Jahres ausgezeichnet wurde.

## Persönliches
Danzer wuchs in Lissabon auf und gewann die nationale Schachmeisterschaft der Unter-Zehnjährigen. Ab seinem 12. Lebensjahr lebte er in Dorfen, wo ab 1996 er für den Post SV Dorfen an Jugend- und Erwachsenenmeisterschaften im Schach teilnahm. Er studierte Mikrosystemtechnik an der Albert-Ludwigs-Universität Freiburg, brach sein Studium jedoch im Jahr 2006 zugunsten seiner Pokerkarriere ab. Später lebte er in Mannheim und Salzburg. Danzer ist zweifacher Vater und lebt in Augsburg.

## Pokerkarriere

### Online
Danzer war unter dem Nickname GeorgeDanzer einige Jahre Teil des Team PokerStars. Er ist zweifacher Titelgewinner der World Championship of Online Poker, die einmal jährlich auf PokerStars ausgespielt wird. Im September 2009 gewann er ein Turnier in Pot Limit Omaha für knapp 110.000 US-Dollar. Im September 2012 siegte er bei einem Ante-Up-Event für knapp 70.000 US-Dollar.

### Live
Danzer verbuchte seine größten Turniererfolge allesamt bei der World Series of Poker (WSOP) im Rio All-Suite Hotel and Casino am Las Vegas Strip, bei der bisher über zehn Finaltische erreichte. Im Jahr 2010 wurde er Dritter in der Variante No-Limit 2-7 Single Draw bei einem Preisgeld von rund 115.000 US-Dollar. Im Jahr 2012 erreichte er erneut den dritten Platz im No-Limit 2-7 Single Draw und damit das exakt gleiche Preisgeld sowie einen zweiten Platz in einem Mix-Event aus Omaha Hi/Lo und Seven Card Stud Hi/Lo für mehr als 140.000 US-Dollar. Im Jahr 2013 wurde er Fünfter bei der prestigeträchtigen Poker Player’s Championship für knapp 390.000 US-Dollar. 2014 gewann Danzer ein Turnier in Fixed-Limit Seven Card Razz und somit sein erstes Bracelet. Dieses Turnier wurde zum ersten Mal als Championship-Event bei der WSOP ausgetragen. Als Siegprämie erhielt er knapp 300.000 US-Dollar. Außerdem erreichte er einen weiteren Finaltisch im Fixed-Limit 2-7 Triple Draw, wo er den fünften Platz für rund 70.000 US-Dollar belegte. Eine Woche nach seinem ersten Bracelet gewann er im Seven Card Stud Hi/Lo sein zweites Armband und mehr als 350.000 US-Dollar. Im Oktober 2014 gewann Danzer bei der World Series of Poker Asia Pacific in Melbourne ein Event in 8-Game mit einem Preisgeld von 84.600 Australischen Dollar und damit sein drittes Bracelet. Anschließend wurde er als bisher einziger Deutscher mit dem Player of the Year Award der WSOP ausgezeichnet. Ende Juni 2016 sicherte sich Danzer mit dem Gewinn der Weltmeisterschaft in Seven Card Stud Hi-Lo Split-8 or Better sein viertes Bracelet sowie eine Siegprämie von knapp 340.000 US-Dollar. Nach einer Geldplatzierung bei der Eureka Poker Tour in Hamburg im September 2016 erzielte Danzer knapp 6 Jahre keine weitere, ehe er bei der WSOP 2022 sein Comeback gab.
Insgesamt hat sich Danzer mit Poker bei Live-Turnieren mehr als 2,5 Millionen US-Dollar erspielt. Von April bis November 2016 spielte er als Teil der Paris Aviators in der Global Poker League, verpasste mit seinem Team jedoch die Playoffs.

### Braceletübersicht
Danzer kam bei der WSOP 27-mal ins Geld und gewann vier Bracelets:
| Jahr   | Buy-in     | Turnier                                              | Teilnehmer | Preisgeld   |
| ------ | ---------- | ---------------------------------------------------- | ---------- | ----------- |
| 2014 A | 10.000 $   | Seven Card Razz                                      | 112        | 294.792 $   |
| 2014 A | 10.000 $   | Seven Card Stud Hi-Low Split-8 or Better             | 134        | 352.696 $   |
| 2014 A | A05.000 A$ | Mixed Event – 8-game Mix                             | 048        | A084.600 A$ |
| 2016 A | 10.000 $   | Seven Card Stud Hi-Lo Split-8 or Better Championship | 136        | 338.646 $   |

## Unternehmerische Aktivitäten
Seit Mitte 2018 ist Danzer CEO der Agentur inSight gg GmbH, die sich auf individuelle Influencerwerbung auf den Plattformen Twitch und YouTube spezialisiert hat. Seit März 2019 ist er zudem Geschäftsführer der Youblicity GmbH, einem Technologie-Provider für Werbemittel in Live-Streams.